# ماريا فيور
ماريا فيور (بالإيطالية: Maria Fiore)‏ هي ممثلة إيطالية (وحملت سابقاً جنسية مملكة إيطاليا)، ولدت في 1 أكتوبر 1935 في روما في إيطاليا، وتوفي بنفس المكان في 28 أكتوبر 2004 بسبب سرطان الرئة.

## وصلات خارجية
- ماريا فيور على موقع IMDb (الإنجليزية)
- ماريا فيور على موقع ألو سيني (الفرنسية)
- ماريا فيور على موقع أول موفي (الإنجليزية)
- ماريا فيور على موقع قاعدة بيانات الأفلام السويدية (السويدية)
- ماريا فيور على موقع قاعدة بيانات الفيلم (الإنجليزية)
- ماريا فيور على موقع كينوبويسك (الروسية)